# Vicenç Balaguer
Vicenç Balaguer (la Jana, Baix Maestrat segle xvii - Tortosa, Baix Ebre segle xviii) fou un organista i compositor dels Països Catalans.
Vestí l'hàbit de l'Orde de la Mercè l'any 1692. El millor que va compondre fou un Càntic dedicat a la Verge del Puig, molt celebrat pels mestres del seu temps, i els Himnes de Sant Pere Armengol.